# Thomas Legler (Politiker)
Thomas Legler (* 23. Oktober 1756 in Diesbach bei Luchsingen; † 11. Juni 1828 in Näfels) war ein Schweizer Politiker.

## Leben

### Familie
Thomas Legler entstammte dem alten Glarner Geschlecht der Legler und war der Sohn des Hauptmanns und Landvogts Joachim Legler (* 29. Juli 1722 in Diesbach; † 30. November 1790 in Chur) und von dessen Ehefrau Elsbeth Stüssi (* 16. September 1730 in Rüti; † 12. August 1818 in Diesbach). Er hatte noch 12 Geschwister.
Er blieb zeit seines Lebens unverheiratet.

### Werdegang
Nach einer Ausbildung im Tessin wurde Thomas Legler Teilhaber des Import- und Exportunternehmens Joachim Legler & Com., später Joachim Legler & Sohn, das hauptsächlich mit Fellen und Leder handelte. Die Geschäftsbeziehungen des Unternehmens erstreckten sich neben vielen Orten der Eidgenossenschaft auch nach Dalmatien, Venedig, Tirol, Kempten, Memmingen und Stuttgart.
1797 war er als Gesandter in den ennetbirgischen Vogteien tätig und seit Mai 1798 Mitglied des Grossen Rats der Helvetischen Republik. Im August 1800 wurde er Mitglied des Gesetzgebenden Rats und 1801 der Helvetischen Tagsatzung. 1802 erfolgte seine Wahl in die Verfassungskommission für den Kanton Glarus.
In der Mediation wurde er anfangs Ratsherr, bevor er 1811 Appellationsrichter, 1821 Landmajor und 1826 Pannervortrager wurde.

### Politisches Wirken
Thomas Legler schloss sich als Mitglied des Gesetzgebenden Rats den Räten der gemässigten Partei, den Republikanern, an und widersetzte sich dem Gesetz über Zehnten und Grundzins, der Patriotenentschädigung sowie der Verfolgung der alten Regierungen.
1816 unterstützte er die Gründung der Evangelischen Hilfsgesellschaft (heute: Glarner Gemeinnützige) sowie der Erziehungsanstalt Linthkolonie.